# 迷える百合達〜Romance of Scarlet〜
『迷える百合達 〜Romance of Scarlet〜』（まよえるゆりたち ロマンス オブ スカーレット）は、日本のロックバンド、黒夢のメジャー1作目のアルバム。

## 概要
初回盤はデジパック仕様でブックレットの中身も色やデザインが異なっている。
1998年に発売された再発盤は白地に黒文字でタイトルとアーティストロゴのみのシンプルなジャケットに差し替えられて再発された。2009年のリマスタリング盤は本来の絵のデザインに戻ったが、向きや裏ジャケットの写真などが異なっている。
歌詞のページには、全ての曲に対して短い詩のようなものが掲載されている。neo nudeのみ「N. N. Lips KIYOHARU」とのみ記載されていて、左の方におそらく清春のキスマークが印刷されている。
黒夢のメンバーとして「vocals：清春　guitars：臣　bass：人時　drums：Hiro」とクレジットされているが、Hiroが写っている写真はブックレットの中に掲載されていない。Additional Drums（追加ドラム）としてSOUL Tohru（そうる透）が掲載されている。Hiro本人が「FOR DEARを録り直すことになった時点で脱退したのであれだけはそうる透です」と後に語っている。
「棘」はライヴでは定番となっていた楽曲で2009年に開催の清春のツアー「PLAY OF MEDLEY」では10年振りに「清春」名義で披露された。佐久間正英がプロデュースした初期楽曲である本曲と「for dear」は2014年1月29日に黒夢としても演奏された。
「百合の花束」はインディーズ時代に渋谷公会堂で無料配布されたシングルCDにはギターとヴォーカルのみのアコースティックバージョンが収録されていたが、本作にはバンド演奏で収録された。仮タイトルは「血の雨」で、歌詞には「身を清め　泳ぐ血の雨」や「Blood Rain」というような箇所がある。
「autism -自閉症-」は「自閉症」をテーマにした曲だが、「『自閉症』の意味を取り違えており誤解を与える」という理由で自閉症協会からのクレームがあり（自閉症#定義も参照）、その影響で『pictures vol. 1』、『1996 FAKE STAR'S CIRCUIT-BOYS ONLY』、『短命の百合達』、『迷える百合達〜Romance of Scarlet〜』、『EMI 1994〜1998 BEST OR WORST』が一時期販売停止になった。そのため再販版には収録されておらず、活動停止後に発売されたメジャー音源集『黒夢BOX』にも本作のみ除外されていた。解散ライブ前日の2009年1月28日に発売されたデジタルリマスタリング・SHM-CD仕様の本作にも同曲のみ未収録だった。『pictures vol. 1』と『pictures vol. 2』を1枚にまとめたDVD『ALL PICTURES』にも収録されなかった。ただし、楽曲そのものが全てにおいて規制された訳ではなく、一部大手カラオケボックスでは楽曲配信されており、歌詞検索サイトでも普通に検索可能である。2014年開催の18年振りの男性限定ライブ「The second coming of 1996『BOYS ONLY』」11月15日公演で久々に本曲が演奏された。
「romancia」は「MORE DEEP UNDER TOUR」から「TOUR feminism PART 1」までアンコールやラストの演奏曲として披露されていた。

## 収録曲
| 全作詞: 清春、全編曲: 佐久間正英、黒夢。 |                                           |           |            |      |
| #                                        | タイトル                                  | 作詞      | 作曲       | 時間 |
| 1.                                       | 「開化の響」(SE)                          | 清春      | 佐久間正英 | 1:41 |
| 2.                                       | 「棘」                                    | 清春      | 人時       | 3:28 |
| 3.                                       | 「for dear [album version]」(1stシングル) | 清春      | 臣         | 4:45 |
| 4.                                       | 「masochist organ」                       | 清春      | 臣         | 3:26 |
| 5.                                       | 「aimed blade at you」                    | 清春      | 人時       | 4:47 |
| 6.                                       | 「百合の花束」                            | 清春      | 臣         | 6:55 |
| 7.                                       | 「寡黙をくれた君と苦悩に満ちた僕」        | 清春      | 臣         | 5:02 |
| 8.                                       | 「neo nude」                              | 清春      | 臣         | 3:47 |
| 9.                                       | 「autism -自閉症-」                       | 清春      | 人時       | 3:50 |
| 10.                                      | 「romancia」                              | 清春      | 臣         | 4:19 |
| 11.                                      | 「utopia」                                | 清春      | 臣         | 4:43 |
| 12.                                      | 「開化の響 [reprise]」(SE)                | 清春      | 佐久間正英 | 1:27 |
| 合計時間:                                | 合計時間:                                 | 合計時間: | 48:10      |      |

## 参加ミュージシャン
- 清春: Vocals
- 臣: Guitar
- 人時: Bass
- Hiro: Drums
- そうる透: Additional Drums
- 佐久間正英: Composition (トラック1 & 12) & computer programing